# 医薬品

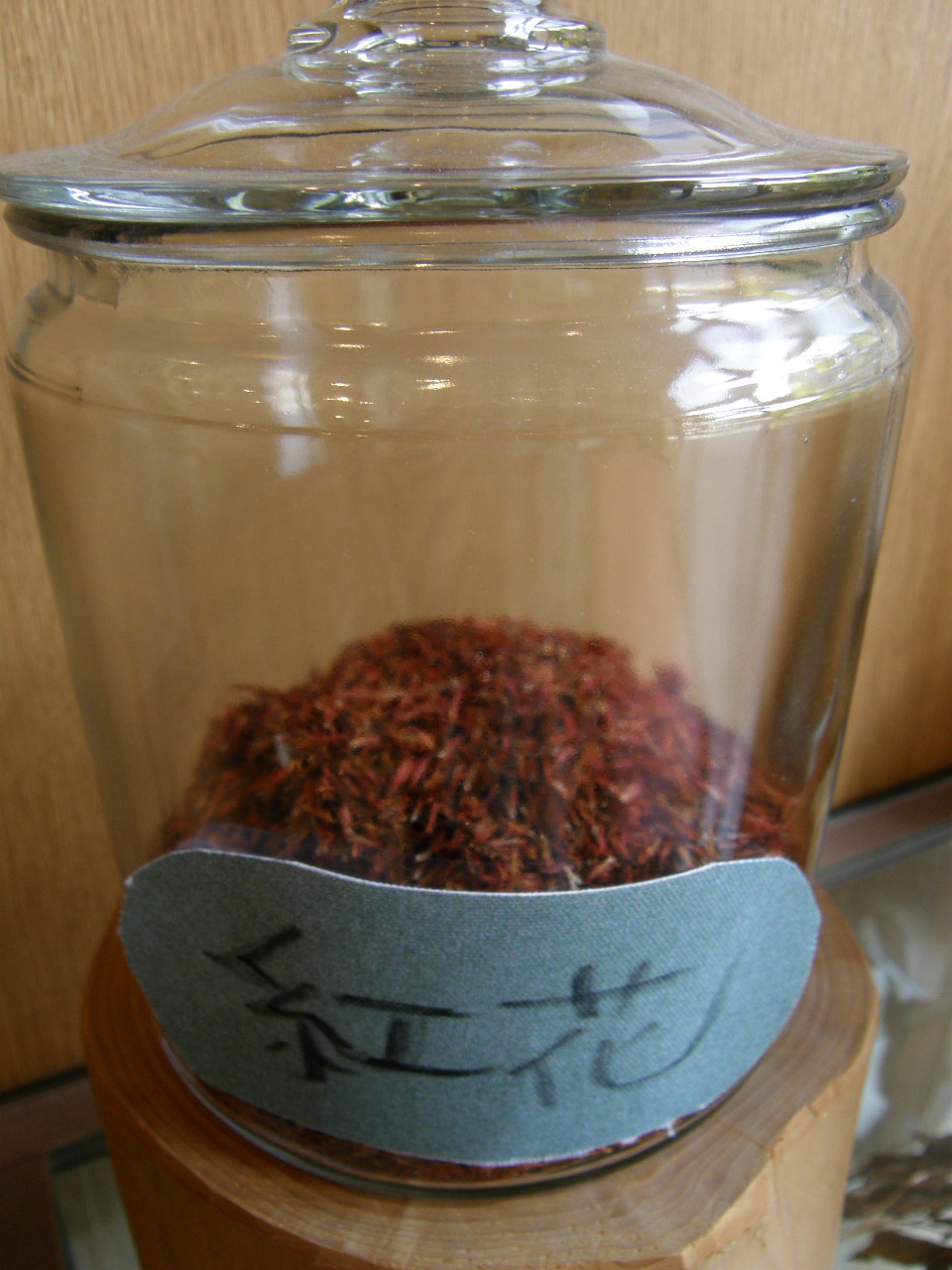
伝統的な医薬品である生薬。写真は紅花。

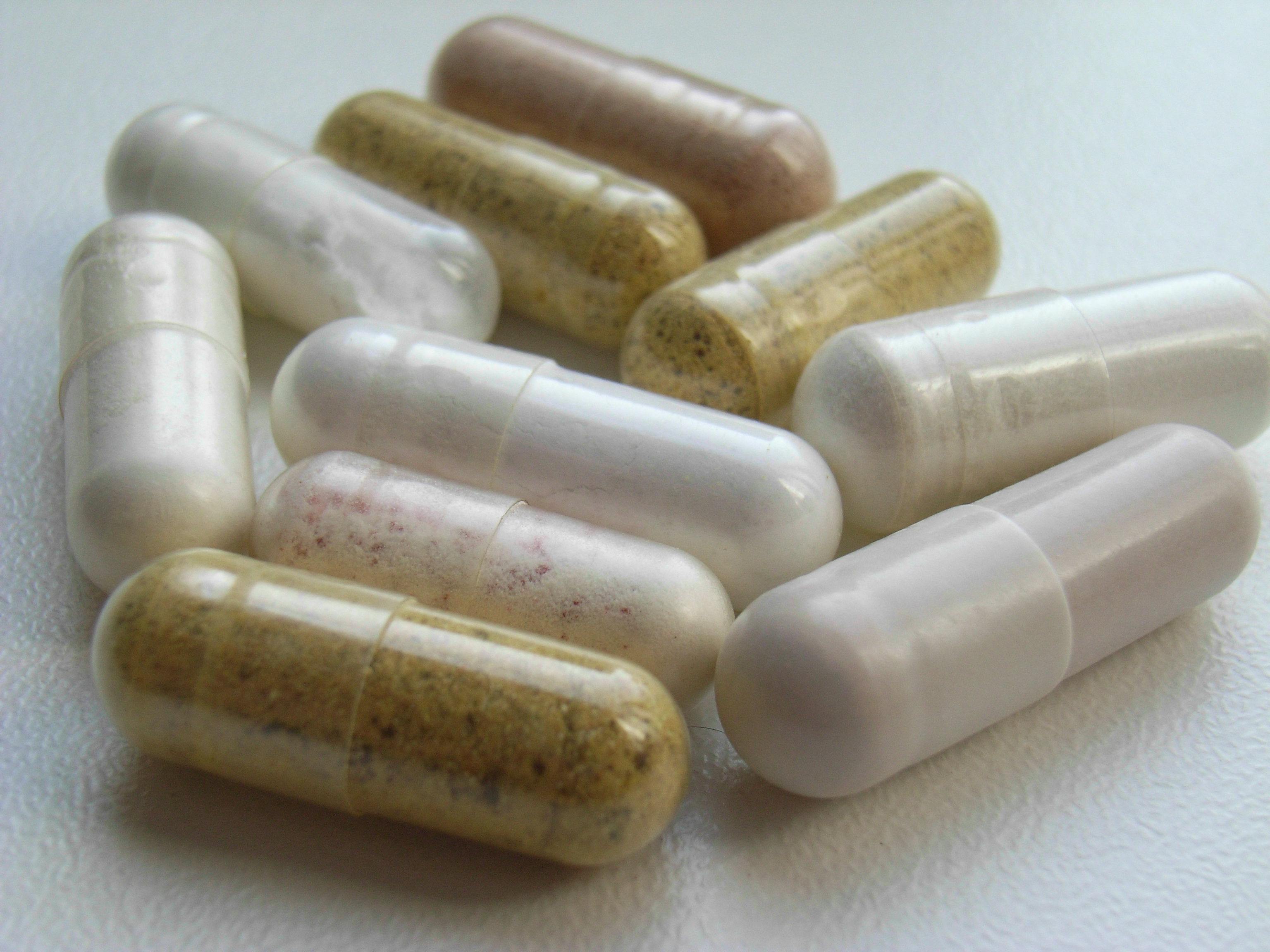
粉状の医薬品を入れたカプセル

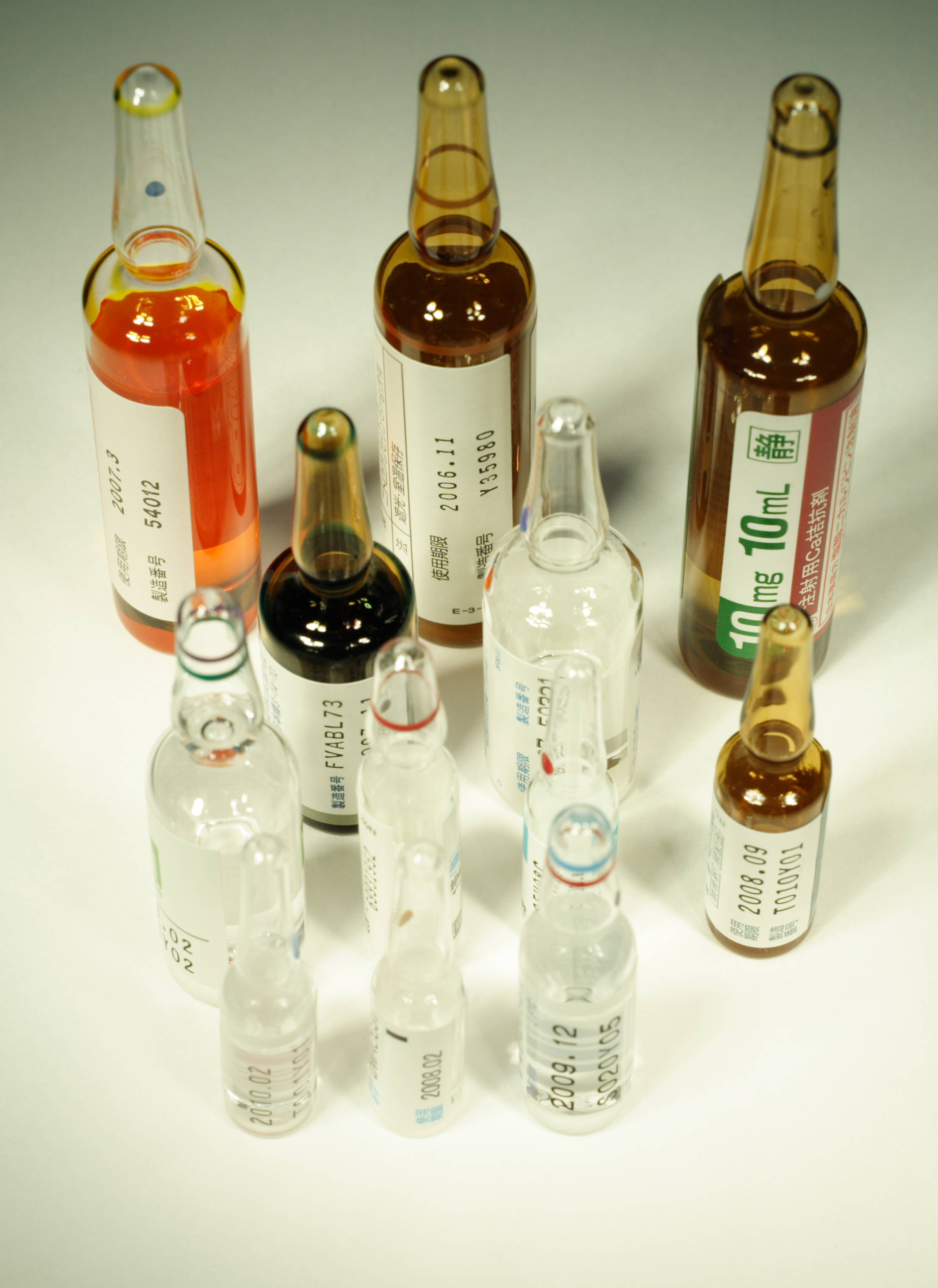
アンプルに入った液状の医薬品

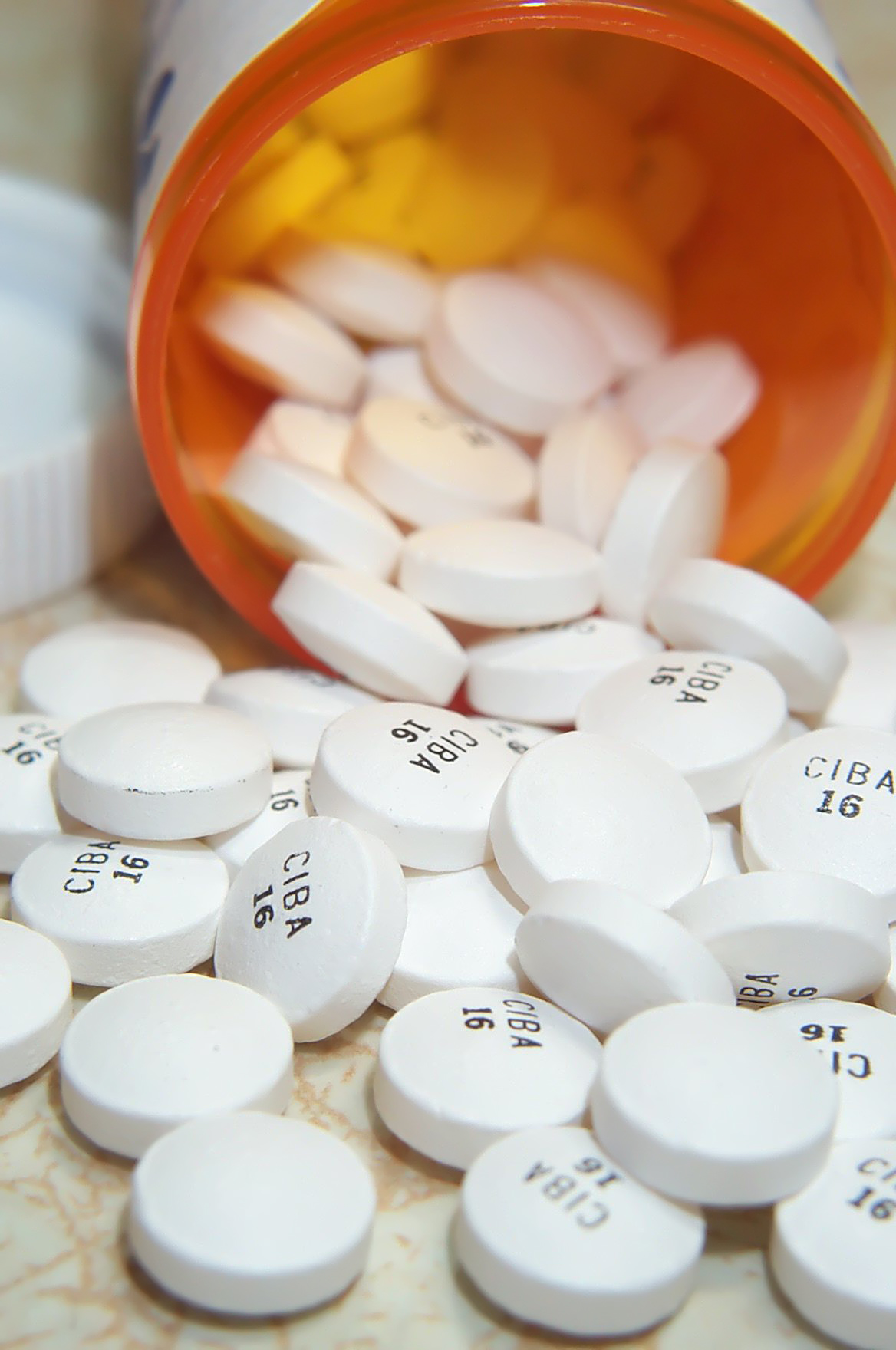
医薬品の例。錠剤。写真はリタリン20 mg錠。

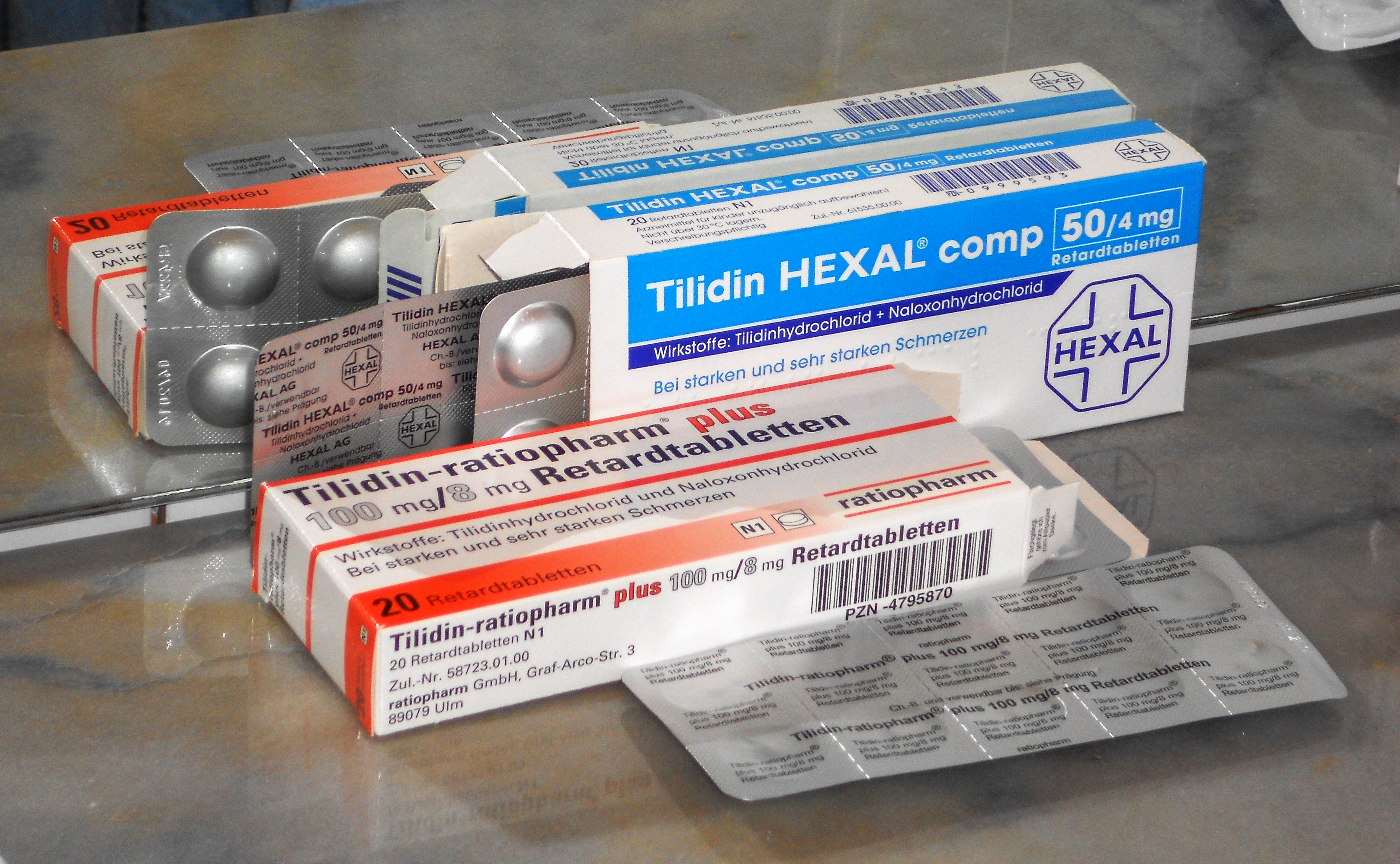
ブリスターパックされた医薬品の錠剤

医薬品（いやくひん、英: medication）は、ヒトや動物の疾病を診断・治療・予防する薬品である。飲用する内服薬、塗布する外用薬、注射する注射剤などがあり、剤形に詳述がある。医師らが診察に基づいて処方して薬剤師が調剤する処方箋医薬品と、薬局と薬店が販売する一般用医薬品がある。医薬品は臨床試験で有効性を実証したのちに先発医薬品（新薬、ピカ新）として承認される。新薬発売から20年経過後、後発医薬品（ジェネリック医薬品、ゾロ薬）も販売される。

## 医薬品の定義と分類

### 日本

#### 医薬品医療機器等法による定義
日本の医薬品、医療機器等の品質、有効性及び安全性の確保等に関する法律（薬機法）第2条は次のように定義する。
1. 日本薬局方に収められている物
2. 人または動物の疾病の診断、治療または予防に使用されることが目的とされている物であって、機械器具、歯科材料、医療用品および衛生用品でないもの（医薬部外品を除く。）
3. 人または動物の身体の構造または機能に影響を及ぼすことが目的とされている物であって機械器具、歯科材料、医療用品および衛生用品でないもの（医薬部外品および化粧品を除く。）

日本薬局方（局方）に収載された医薬品を日本薬局方医薬品と称する。第一部医薬品、第二部医薬品に大別される。局方はおよそ5年に一回大改定するが、その間2年に一回程度追補版を発行して収載品目を見直す。最新版は2011年3月24日に第十六改正日本薬局方が公表された。局方は使用方法、効果、作用機序などが明確な品目を収載するが、米国薬局方 (en:United States Pharmacopeia, USP) などに比して収載品目数や記載内容で現状に過不足が生じ、収載品目を増補している。
国内で医薬品として譲渡を含め流通させるためには、厚生労働大臣による製造販売承認が必要である。承認のないもので医薬品、医薬部外品、化粧品もしくは医療機器に該当しないものは「効能」「効果」をうたうことはできない。保健機能食品で許された範囲内で標榜する場合を除き、医薬品としての効能効果をうたう製品は「未承認医薬品」として処罰対象となる。

#### 医薬品の分類
日本の医薬品は次のように分類される。動物用医薬品を除く。
- 医療用医薬品 - 医師等によって使用されまたはこれらの者の処方箋もしくは指示によって使用されることを目的として処方される医薬品。対面販売が必須[2]。2000年9月に販売名の命名方法が統一され、既存製品の販売名も代替新規申請扱いで変更された[3]。2015年に日本国内の医薬品生産額の約88％を占めていた[4]。
  - 処方箋医薬品
販売に処方箋を要する医薬品。
  - 処方箋医薬品以外の医療用医薬品
処方箋医薬品同様、処方箋に基づく薬剤の交付を原則としているが、2005年の通達で条件を満たせば処方箋がなくても処方箋医薬品以外の医療用医薬品の購入が可能となった[5]。薬局は一般向けの零売を自粛しているため、処方箋なしの販売はいわゆる零売薬局のみの扱いになる。
  - 薬局製造販売医薬品 - 承認許可を得て薬局の調剤室で製造が認められる製剤で、2014年6月12日の改正でインターネット販売が原則として解禁された[2]。
- OTC医薬品
大衆薬や市販薬を指し、購入時に処方箋不要の医薬品である[6]。2015年に日本国内の医薬品生産額の約12％を占めた[4]。
  - 要指導医薬品

2014年6月12日の改正で新設された区分で、リスク分類で「副作用等により日常生活に支障をきたす程度の健康被害が生ずるおそれがある医薬品のうち、その使用に関して特に注意が必要で、新しく市販された成分等を含むもの」と定義される医薬品[2]で、薬剤師の対面販売が義務[2]である。
  - 一般用医薬品
処方箋不要で購入可能な医薬品。インターネットで2014年以降購入可能となった[7]。一般用医薬品はリスクが高い順で、第一類・第二類・第三類の3種に分類されている[8]。
    - 第一類医薬品　リスクが高く、薬剤師による販売と、販売時に利用者へ書面の交付が義務[9]である。
    - 第二類医薬品　リスクがやや高く、登録販売者も販売が可能で、販売時に利用者へ書面の交付は努力義務[9]である。
    - 第三類医薬品　リスクが比較的低く、登録販売者も販売が可能で、販売時に利用者へ書面の交付は不要[9]である。

#### 食薬区分
食品成分の薬理作用から疾病予防などの効果をうたう健康食品が出現して医薬品と食品の区分が不明瞭となり、明確な区分が示された。
1971年（昭和46年）、「無承認無許可医薬品の指導取締りについて」（昭和46年6月1日薬発第476号、厚生省薬務局長通知、（別紙）医薬品の範囲に関する基準）が出され、医薬品と食品の区分が明示された（通称46通知）。
食品に分類されるもの
1. 野菜、果物、菓子、調理品等その外観、形状等から明らかに食品と認識される物
2. 健康増進法第26条（旧栄養改善法第12条）の規定に基づき許可を受けた表示内容を表示する特別用途食品（病者用食品、妊産婦授乳婦用粉乳、乳児用調製粉乳、高齢者用食品、保健機能食品（特定保健用食品と栄養機能食品が該当する）

上記に該当しないものは、下記4要素で医薬品と食品を判別する。
1. 専ら医薬品として使用される成分本質（原材料）の含有。ただし薬理作用の期待できない程度の量で着色、着香等の目的のために使用されている場合を除く。
  1. 毒性の強いアルカロイド、毒性タンパク等、その他毒劇薬指定成分（別紙参照）に相当する成分を含む物。
  2. 薬、向精神薬および覚醒剤作用がある物。
  3. 指定医薬品または要指示医薬品に相当する成分を含む物であって、保健衛生上の観点から医薬品として規制する必要性がある物。
2. 医薬品的な効能効果（疾病の治療または予防、身体の組織機能の増強増進、またそれらを暗示する表示）の標榜
3. 医薬品的な形状（アンプル剤）
4. 医薬品的な用法用量の表示

上記の4要素のうち1つ以上を満たすものは医薬品に分類され、医薬品医療機器等法による規制を受ける。
2001年（平成13年）に厚生労働省医薬局長 「医薬品の範囲に関する基準の改正について」（医薬発第243号平成13年3月27日、厚生労働省医薬局長）で、錠剤やカプセルなど医薬品のような形態でも食品であることを明記すれば形状だけで医薬品と判断しない、と基準が緩和された。
- 成分本質（原材料）が専ら医薬品
- 成分本質（原材料）では医薬品でないもの

### フランス
フランスでは処方箋医薬品と良性の初期症状への処置を目的とする処方箋任意医薬品に分類される。

### ドイツ
ドイツでは処方箋医薬品、副作用が少なく一定の安全性が確認されているものに指定される薬局販売医薬品、強壮・健康状態の改善・内臓諸器官の機能保護・疾病の予防を目的とするもので具体的な効能・治療効果をもたないものに指定される自由販売医薬品に分類される。

### イギリス
イギリスでは処方箋医薬品、一定の安全性が確立されているものの薬剤師が販売を監督する必要があるものに指定される薬局販売医薬品、安全性が広範に確立され薬剤師が販売を監督する必要がないものとして一般小売店で販売が可能なものに指定される自由販売医薬品に分類される。

## 医薬品の開発
新薬の開発は、さまざまな素材から化合物を抽出または合成して基礎研究し、動物などで非臨床試験を実施後、3段階に分けて臨床試験する。試験終了後に国による承認審査が行われ、認可を受けて生産体制を整えて発売する。着手から発売までは、最短で10年余を要し、創薬と呼ばれる。
新たな医薬品（先発医薬品・新薬）を開発することにより一定の利益を上げられるほか、画期的なブロックバスターとなれば製薬会社に莫大な利益をもたらすため、会社間の開発競争が続いている。一方で開発には長い期間（十数年）と巨額の費用（数百億円）を必要とする。医薬品業界は研究開発費の占める割合が世界で最も高い業界であり、2006年度で売上の15.9%が研究開発費に充てられていた。日本でも同様の傾向を示しており、2014年度には売上の12.2%が研究開発費となっていた。製品化できないリスクも他の業界に比べて高い。1990年代後半以降、研究開発費は上昇を続ける一方、研究の成功率は減少している。
厚生労働大臣の承認を得る必要があり、新薬の特許は申請後原則20年で無効となる。特許庁に特許延長が認められれば、最大5年間の延長される。上市後の特許保護期間は、ほかの製品に比べ短くなることから、常に新たな医薬品の研究・開発が必要とされる。新薬開発の標的となるタンパク質の枯渇により研究開発費は上昇を続けている。以上のことから、医薬品業界は世界的に再編が進み、世界的な超大手企業（多国籍企業）に集約されつつある。日本でも例外ではなく、医薬品メーカーの再編が急激に進んでいるという。
期間の切れた特許で作られた医薬品は後発医薬品（ジェネリック医薬品）と呼ばれ、後発品専門の医薬品メーカーも存在する。既に先発メーカーで実績のある有効成分を用いる事から、開発期間も短く、新たな投資が少ないため、先発品よりも費用が安く、国の医療保険財政に貢献している。2007年度には日本の医薬品販売額の6.2%がジェネリック医薬品によって占められていた。

## 医薬品の製造
日本で医薬品の製造は、医薬品医療機器等法により医薬品製造業許可を要する。製造した医薬品を上市するためには、上市する医薬品の種類に応じて（第1種、第2種）医薬品製造販売業許可が必要である。
医薬品の製造過程は、有効成分を製造し、ついで成型・充填して包装し出荷する。有効成分の製造は外注する場合があるが、成型・充填・包装はメーカーが行う。

## 医薬品の販売

### 日本
医薬品は都道府県知事より許可された以下の場所のみ販売できる。診療所や病院などの医薬品扱いは、医師法あるいは歯科医師法の例外規定に拠る。

#### 薬局
薬機法では、薬剤師が販売または授与の目的で調剤業務を行う場所を、薬局と定義している。調剤室以外での調剤は、薬剤師法の規定により原則として認められていない。ただし、在宅医療などの場合は例外がある。
処方箋に基づいて調剤をおこなう薬局を調剤薬局と呼ぶこともあるが、薬局であれば原則調剤ができるので不自然な呼び方であり、「薬局」と「調剤薬局」が別の形態であるかと誤認されるのを防ぐため、法的強制力はないが新規の薬局には「調剤薬局」という名称を避けることが求められている。

#### 店舗販売業
医薬品販売業のうち店舗において一般人へ一般用医薬品を販売する業態で，一般用医薬品以外の医薬品は扱うことができない。いわゆる調剤を行わない薬店やドラッグストアと呼ばれている業態。従来の一般販売業および薬種商販売業は経過措置により2012年5月までは店舗販売業とみなされ営業できる。2009年施行の改正薬事法で新たに設けられた業態。

#### 配置販売業

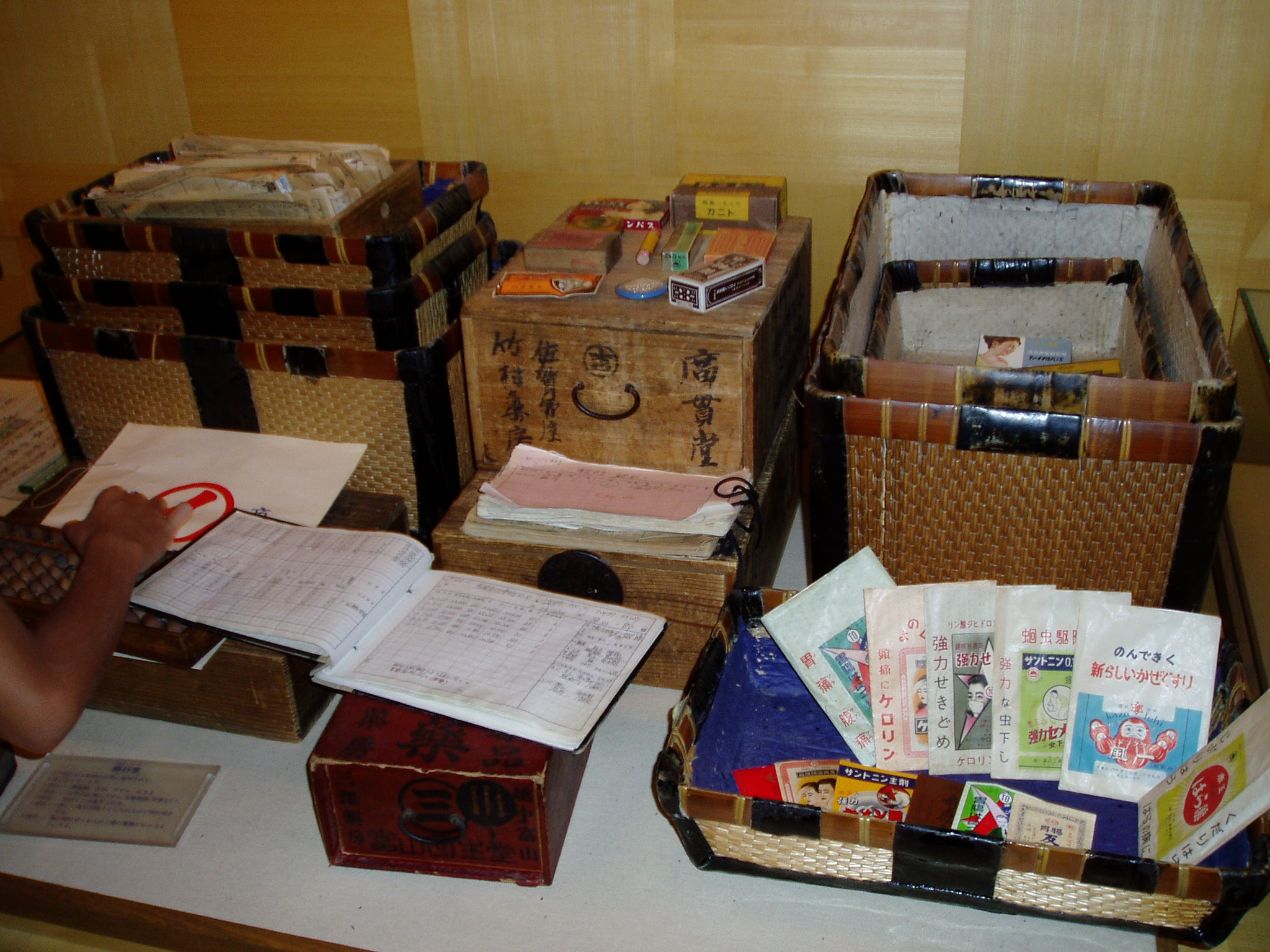
戦前の配置販売業の薬箱と領収書

配置販売業とは、配置員（販売員）が消費者の家庭を訪問し、医薬品の入った箱（配置箱）を配置し、次回の訪問時に使用した分の代金を精算し、集金する仕組み（「先用後利（せんようこうり）」という）の医薬品配置販売業である。配置販売される医薬品は、置き薬ともいわれる。以前は、配置販売業の配置員は薬剤師などの資格を必要としなかったが、2009年の改正法による配置販売業では、薬剤師または登録販売者の資格を持たない配置員は、代金回収や補充以外の医薬品販売の業務ができないこととされた。配置販売に従事するに際しては都道府県知事の身分証の交付が必要となる。

#### 卸売販売業
いわゆる医薬品卸であり、医薬品販売業のうち医療機関や薬局などに医薬品を卸売りする業態である。倉庫が主体で店舗は持たない。自治体にワクチンを納めるなど特殊な例を除き、医療関係者以外に直接医薬品を販売することは禁じられている。

### フランス
フランスでは医薬品を販売することが可能な業態は薬局に限られる。薬局には薬剤師を常時配置することが必要で、一定の販売額を超える薬局では販売額ごとに決められた人数の薬剤師を配置することを要する。

### ドイツ
ドイツでは処方箋医薬品と薬局販売医薬品を販売することが可能な業態は薬局のみ、自由販売医薬品を販売することが可能な業態は薬局およびドロゲリーに限られる。処方箋医薬品と薬局販売医薬品の販売には薬剤師を常時配置することが必要であるほか、すべての医薬品は薬局の管理者による常時対応が可能になっていることを要する。

### イギリス
イギリスでは処方箋医薬品と薬局販売医薬品を販売することが可能な業態は薬局に限られる。自由販売医薬品は一般小売店でも販売することができる。処方箋医薬品と薬局販売医薬品の販売には薬剤師を常時配置することが必要である。

## 医薬品産業
上記の製薬・流通・販売を含めた医薬品産業は巨大な規模となっており、一大産業となっている。2005年にはOECD加盟国のGDPのうち、平均で1.5％が医薬品に支出されていた。この支出金額は速いペースで増加傾向にある。2004年度の最大の医薬品生産国はアメリカであり、これにEU諸国が次ぐが、GDPに占める割合はそれほど高くない。医薬品産業が経済に大きな割合を占めるのはアイルランドとスイスであり、薬品の一大輸出国ともなっている。
製薬会社の数は多く、全世界に存在しているものの、研究開発費の圧迫などから寡占化が進んでおり、2006年にはメガ・ファーマとも呼ばれる上位10社の市場占有率が46％に達した。約2014年度の医薬品販売額は1兆ドルを超えており、数値は拡大傾向にある。医薬品の最大の市場は北アメリカであり、次いで中国・日本・ドイツ・フランスの順となっている。

## 医薬品をめぐる問題

### 不正
医薬品の有害反応（副作用）の監視が適切に組織化されておらず、そして有害反応に関する情報は非公開とされていることもあり、その少ない情報における患者からの副作用の報告が監督庁に容認されないことすらある。今まで処方箋医薬品であったものが、一般医薬品となる傾向もあり、副作用を把握する体制の弱体化ともなる。
処方箋医薬品の不正として、その有効性や副作用を詐称して販売することが一般化しており、深刻かつ反復的な犯罪であるとされる。アメリカでは近年、違法に医薬品を販売したことによって、各製薬会社で罰金最高額を更新し合っており、一度で数十億ドルの罰金に達している。

### 品質問題
2020年以降のジェネリック医薬品において、品質不正が多く見受けられ、業務停止命令が行われた。2021年、小林化工、日医工。2023年、沢井製薬。
医薬品への異物混入（コンタミネーション）も存在し、自主回収が行われている。

### 医薬品へのアクセス
世界保健機関はWHO必須医薬品モデル・リストを定めており、必須医薬品がどの国家においても容易に入手・使用できるよう求めている。しかし、特に発展途上国においてこの要求は満たされていないことが多い。これは、特に途上国において政府による医薬品規制が機能しておらず、高額な薬価や低品質な薬の問題が解決されていないこと、途上国向けよりも先進国向けの医薬品の方が多く製造されており、「顧みられない熱帯病」など途上国に蔓延する病気の治療薬の開発が遅れていることなどによる。特許権保護により新薬を開発した製薬企業の権利が保護され、安価なジェネリック医薬品の製造が制限されることも問題の一因であるが、知的所有権の貿易関連の側面に関する協定（TRIPS、トリップス協定）では医薬品特許は20年間保護されているものの、国家の緊急事態においてはこの特許を無視し、当該薬品を製造・輸入する、いわゆる強制実施権が同協定内で認められており、タイやインドなど数カ国で数度実施されたことがある。
かつて日本においては、海外で発売された新薬の承認の遅れ、いわゆるドラッグ・ラグが2000年代に深刻化しており、2010年には海外での初売り出しから日本国内販売までの期間が平均で4.7年に達していた。これは先進12か国で最も遅い数字であり、最短のアメリカの2倍以上の期間となっていた。これをうけて日本政府は国際共同治験の推進や審査体制の強化を図り、2012年には審査時の遅れは解消され、ドラッグ・ラグ全体でも0.3年にまで短縮された。その後ドラッグ・ラグはやや伸びたものの少ない数字を維持しており、2018年度には0.9年となった。

### 価格高騰
また、医薬品価格の上昇、とくに一部医薬品の高額化は全世界的な問題となっている。研究開発費の高騰により、画期的な一部の新薬は非常に高額なものとなり、日本でも2019年には1回の投与に3000万円を超える薬品も出現した。同年にはアメリカでゾルゲンスマが承認され、価格は212万5000ドルと日本円で2億円を超える額となった。ゾルゲンスマは日本でも2020年の保険適用時に薬価が1億6707万円となり、初の1億円超えの薬となった。
この医薬品の高騰が特に問題となっているのはアメリカである。同国の薬価は世界で最も高く、1人あたり国民の医薬品出費も最も大きくなっている。アメリカは薬価基準制度が存在しないため価格の値上げが行いやすく、新規薬のみならず従来から使用されている薬においても大幅な値上げが行われることがある。2015年にはマーティン・シュクレリがエイズ治療薬であるダラプリムの価格を一気に55倍に引き上げ、アメリカのみならず全世界から強い批判を浴びた。このほかにも2010年代後半には薬価の高騰がさらに加速し、各社が大幅な値上げを行った。このため薬価引き下げが政治的焦点のひとつとなり、2019年には民主党が薬価引き下げ法案の提出の動きを見せ、また2020年にはドナルド・トランプ大統領が薬価引き下げを指示する大統領令に署名したものの、実現性は薄いとみられている。
日本の医療保険制度においては、薬価基準制度が存在しており、薬品価格の高騰には規制がかけられている。患者の自己負担は薬価の3割（障害者や高齢者の場合は2割や1割に減額される）であり、残りの7割が医療保険から支払われる。しかし日本においても、高額医薬品の保険適用による、医療保険制度への財政負担も問題となりつつある。そのため、国は医療保険財政の改善策として、先発医薬品に比べ薬価が低く同等の効果を持つ後発医薬品（ジェネリック医薬品）の使用促進策と、薬局やドラッグストアなどで自分で選んで購入する一般用医薬品（市販薬）（このときに購入する医薬品をOTC医薬品と呼ぶ）の利用促進策に取り組んでいる。

### 医薬品不足
日本においては、2020年以降で後発薬（ジェネリック医薬品）メーカーの品質不正問題が多発し、業務停止などの行政処分が相次いだことで、薬不足（医薬品不足）が発生した。
2024年後半では、出産やがんの治療などに使われる麻酔薬アナペインが海外の製造所との契約切れで輸入できず、国内での技術移転に時間がかかることから不足することとなった。

## 動物用医薬品
日本では「専ら動物のために使用されることが目的とされている医薬品」と定義されており、農林水産大臣が定めたものをいう。